# روتشستر (كنت)
روتشستر هي بلدة ومدينة تاريخية تقع في مقاطعة كنت وتبعد حوالي 50 كم عن مدينة لندن.